# Narong Sangkasuwan
Narong Sangkasuwan (Bangkok, 19 ottobre 1943) è un ex calciatore thailandese di ruolo difensore.

## Carriera
Con la Nazionale thailandese ha partecipato alle Olimpiadi del 1968.